# Mepraia
Mepraia es un género de insectos de la subfamilia Triatominae, dentro de la familia de las chinches asesinas (Reduviidae).
Este género es endémico de Chile, encontrándose en Arica, Iquique, Antofagasta, y desde la costa hasta unos 3000 m s. n. m. También se los ha registrado en la isla Pan de Azúcar.
Las especies de este género son hematófaga y de importancia médica, debido a que son capaces de picar a humanos y transmitirles varias enfermedades, entre ellas la enfermedad de Chagas.

## Especies
Las especies identificadas del género Mepraia son:
- Mepraia eratyrusiformis (Del Ponte, 1929) [3]
- Mepraia gajardoi Frías, Henry & González, 1998
- Mepraia parapatrica Frías, 2010
- Mepraia spinolai (Porter, 1934)